# Orahovica
Orahovica este un oraș în cantonul Virovitica-Podravina, Croația, având o populație de 5.304 locuitori (2011).

## Demografie
Componența etnică a orașului Orahovica
     Croați (86,69%)
     Sârbi (9,18%)
     Necunoscut (1,51%)
     Neclasificat (2,11%)
Componența confesională a orașului Orahovica
     Catolici (81,83%)
     Ortodocși (8,8%)
     Fără religie și atei (3,81%)
     Protestanți (1,07%)
     Musulmani (1,04%)
     Necunoscută (2,45%)
     Alte religii (1%)
Conform recensământului din 2011, orașul Orahovica avea 5.304 locuitori. Din punct de vedere etnic, majoritatea locuitorilor (86,69%) erau croați, cu o minoritate de sârbi (9,18%). Apartenența etnică nu este cunoscută în cazul a 1,51% din locuitori. Din punct de vedere confesional, majoritatea locuitorilor (81,83%) erau catolici, existând și minorități de ortodocși (8,8%), persoane fără religie și atei (3,81%), protestanți (1,07%) și musulmani (1,04%). Pentru 2,45% din locuitori nu este cunoscută apartenența confesională.